# Cal Biosca del Talladell
Cal Biosca del Talladell és una casa del Talladell, al municipi de Tàrrega (Urgell), inclosa a l'Inventari del Patrimoni Arquitectònic de Catalunya.

## Descripció
És una casa pairal situada al carrer Sant Pere del poble del Talladell, aquesta casa salva tot el desnivell del terreny d'aquest carrer que té una inclinació força elevada. Casa amb tres pisos d'alçada i dos accessos en la part baixa situats a alçades diferents. La porta principal és resolta amb arc de mig punt dovellada i en la dovella central destaca perfectament un alt relleu d'un escut familiar. Al pis superior hi ha tres balcons perfectament ordenats en l'horitzontal, tots de la mateixa mida i amb baranes de forja.
El pis superior també presenta dos balcons de voladís més discret i una finestra rectangular. Tota la façana es troba realitzada amb carreus de pedra tallada irregularment que han estat en part arrebossats amb tàpia. La part superior de la casa presenta com a protecció un petit ràfec sobresortit a tall de cornisa.